# Bahnhof Dürrenwaid
Der Bahnhof Dürrenwaid liegt an der Rodachtalbahn. Er wurde 1901 bei Kilometer 23,37, etwa drei Kilometer westlich des Dorfes Dürrenwaid auf dem Gemeindegebiet des Marktes Nordhalben in Bayern errichtet.
Das Dienstgebäude ist ein eingeschossiger verbretterter Bau. Nach oben schließt er mit einem flachen, schiefergedeckten Satteldach ab.
Die Ladegleise an der Haltestelle dienten bis in die 1980er Jahre als Verladestelle der direkt am Bahnhof befindlichen, 2003 geschlossenen, Schulmöbelfabrik AMA und dem Fernsehgerätehersteller Graetz in Geroldsgrün.
Am 30. Mai 1976 wurde der Personenverkehr auf der Strecke eingestellt, die Ladegleise wurden am 29. April 1985 demontiert.
Das Bahnhofsgebäude ist in die Denkmalliste des Bayerischen Landesamtes für Denkmalpflege aufgenommen. Langjährige Nutzung des Gebäudes als Feriendomizil durch eine aus Berlin stammende Familie bewahrte es vor dem Abriss. Nach der Übernahme durch die Eisenbahnfreunde Rodachtalbahn dient es als Vereinsheim und Betriebsgebäude für die seit September 2007 auf der Strecke betriebene Museumsbahn, die seit 2008 auch im Bahnhof hält. 
Ein Abstellgleis wurde wieder errichtet, im Bahnhofsgelände sind Fahrzeuge des Vereins abgestellt.